# انقباضات برکستون هیکس
انقباضات برکستون هیکس (در انگلیسی: Braxton Hicks contractions) که به نام انقباضات پیش از زایمان، انقباضات تمرینی یا انقباضات کاذب زایمانی هم نامیده می‌شود، گاهی ممکن است در حدود هفته ۶ ام بارداری هم شروع شود، ولی معمولاً تا ۳ ماههٔ دوم یا سوم بارداری حس نمی‌شود.

## علائم
این انقباضات اغلب نامنظم و پراکنده‌است و به صورت کرامپ‌های خفیفی حس می‌شود.
در طی بارداری این انقباضات کاذب رحم از فرم نامنظم و خفیف و گاه به گاهی، به صورت منظم تر تبدیل می‌شود و در نهایت به دردهای زایمانی می‌رسد.

## علل
انقباضات برکستون هیکس در واقع افزایش ضخامت عضلات رحم به مدت ۱ یا ۲ دقیقه است و به نظر می‌رسد که بدن برای زایمان آماده شده باشد. همهٔ خانم‌های باردار ممکن است این انقباضات را حس نکنند. به نظر نمی‌رسد که بخشی از روند افاسمان گردن رحم هم باشد.

## عوامل تسکین دهنده
1. کمبود مایعات در بدن ممکن است باعث اسپاسم عضلات شود، انقباضاتی ایجاد کند و به نظر می‌رسد که عاملی در ایجاد انقباضات وسیع برکستون هیکس باشد. مصرف کافی مایعات و تأمین آب بدن می‌تواند آن را تسکین دهد.
2. تنفس ریتمیک ممکن است ناراحتی‌های ناشی از این انقباضات را تسکین دهد.
3. دراز کشیدن به سمت چپ ممکن است به تسکین درد ناشی از انقباضات کمک کند.
4. گاهی تغییر خفیف در حرکت باعث برطرف شدن این انقباضات می‌شود.
5. در مواردی پر بودن مثانه محرک ایجاد این انقباضات است، پس با ادرار کردن ممکن است این انقباضات برطرف شود.